# Tiny Tim
Tiny Tim (имя при рождении Герберт Хаури (англ. Herbert Khaury); 12 апреля 1932, Нью-Йорк, США — 30 ноября 1996, Миннеаполис, США) — американский музыкант, певец, композитор, музыкальный архивариус, игравший преимущественно на укулеле. Особую популярность ему принесла песня «Tiptoe Through the Tulips», которую он исполнял фальцетом.

## Биография

### Ранние годы
Герберт Хаури родился в Нью-Йорке, на Манхэттене. Мать — польская еврейка, Тилли (урождённая Стафф), отец — ливанец, Бутрос Хаури. Впервые Герберт увлёкся музыкой в возрасте 3 лет, когда его отец принёс в дом граммофон. Тогда сильное впечатление на него произвела композиция Генри Берра «Beautiful Ohio».
Позднее он активно слушал песни Руди Вэлли, Эла Джолсона, Ирвинга Кауфмана, Ады Джонс, Бинга Кросби и многих других, решив стать певцом. Герберт также начал играть на гитаре и укулеле. Однако привлечь к себе публичное внимание ему удалось лишь в начале 50-х годов.

### Карьера
В ранний период карьеры Герберт выступил в местном шоу талантов, где был крайне положительно принят публикой. Он много экспериментировал со сценическими именами — так, в разное время певец выступал под псевдонимами Дари Довер, Вернон Касл, Ларри Лав и Джудас Фоксглав. Однако в итоге он выбрал себе имя Тайни Тим (англ. Tiny Tim — «Малютка Тим») в честь одноименного персонажа повести Чарльза Диккенса «Рождественская песнь». Музыкант начал играть в клубах и принимать участие в различных концертных программах и шоу; его первые выступления проходили в лесбийском клубе Page Three в Гринвич Виллидж, где он впоследствии стал петь регулярно.
В начале 60-х годов Тайни Тима можно было увидеть возле кампуса Гарвардского Университета, исполняющего свои песни и неизменно вызывающего восторг уличной публики. Имидж Тайни Тима в то время сильно отличался от его литературного прототипа — это был длинноволосый, неряшливо одетый музыкант в дешёвом костюме, который при этом разговаривал как университетский профессор. Тайни Тим в действительности был эрудирован, а его знания музыки начала XX века являлись энциклопедическими. Он также увлекался коллекционированием патефонных пластинок (78 об/мин) и партитур, часто посещая музыкальный архив Нью-Йоркской публичной библиотеки в поисках материалов.
В промежутке между 1962 и 1966 годами Тайни Тим записал несколько своих композиций, а его первый альбом — God Bless Tiny Tim — вышел в 1968 году на лейбле Reprise. Продажи пластинки в количестве более 200 000 копий были обусловлены прежде всего успехом кавер-версией песни «Tip-Toe Through the Tulips». Альбом занял седьмую позицию в чарте Billboard 200, а сама композиция вошла в первую двадцатку Hot 100. Следующая работа Тайни Тима под названием Tiny Tim’s Second Album появилась в 1969 году — этот проект музыкант посвятил своим пожилым родителям. Несколько раз он появлялся в телешоу Laugh-In и стал частым гостем передачи The Tonight Show Джонни Карсона. Выступал также в шоу у Эда Салливана и Джеки Глиссона.
В том же 1969 году Тайни Тим выпустил альбом детских песен For All My Little Friends. Однако пластинка провалилась, после чего музыкант стал больше концертировать, нежели работать в студии. В начале 70-х годов интерес публики к творчеству Тайни Тима начал угасать, но музыкант продолжал гастролировать по США и дал несколько коммерчески успешных выступлений в Лас-Вегасе. Когда Тайни Тим потерял контракт со звукозаписывающем лейблом Reprise, то основал собственный лейбл VicTim Records. Название компании он образовал сочетанием имени его жены Вики и собственного псевдонима Тим (при этом получившееся в итоге слово victim в английском означает «жертва»).
Небольшой подъём интереса к творчеству Тайни Тима произошёл в 80-е годы, когда его работы открыло для себя новое поколение рок-музыкантов. Певец активизировал гастрольную деятельность, выпустил множество альбомов, на некоторых из которых исполнял кавер-версии рок-песен, а также композиции эпохи Tin Pan Alley и водевилей В конце 80-х годов он переехал в Де-Мойн, Айова. Среди его работ 90-х годов практически незамеченный хеви-метал альбом Rock, содержавший интерпретацию хита группы AC/DC «Highway to Hell». Другие пластинки получили положительные отзывы критиков, особенно альбом Girl, на котором он сотрудничал с группой Brave Combo (диск также включал версию песни The Beatles «Hey, Jude» в стиле ча-ча-ча). Прочие альбомы, выпущенные Тайни Тимом этот период — Songs of the Impotent Troubadour, I Love Me и Prisoner of Love. Его последней работой стал Tiny Tim’s Christmas Album.Также, его песня "Living In the Sunlight" появлялясь в мультсериале "Губка Боб Квадратные штаны" 1 сезон 1 серия

### Смерть
В сентябре 1996 года у Тайни Тима случился сердечный приступ во время выступления на фестивале укулеле в штате Массачусетс. После выхода из больницы музыкант возобновил концертную деятельность, но 30 ноября перенёс ещё один сердечный приступ в Миннеаполисе во время исполнения песни «Tiptoe Through the Tulips» и умер через несколько часов.
Был похоронен на кладбище Лейквуд в Миннеаполисе, штат Миннесота, вместе со своим укулеле и шестью тюльпанами.

## Личная жизнь
В 1969 году Тайни Тим женился на своей подруге Виктории Бадинджер (Victoria Budinger), более известной как Мисс Вики (Miss Vicki) из знаменитой передачи The Tonight Show Джонни Карсона. Их свадьба состоялась в прямом эфире данного шоу. В семье родилась дочь Тьюлип, однако их совместная жизнь не сложилась — супруги постоянно жили врозь, а спустя восемь лет развелись.
В 1984 году Тайни Тим женился на 23-летней Мисс Джан (Miss Jan), но брак распался через несколько недель. В последний раз музыкант женился в 1995 году. Его избранницей была Мисс Сью (Miss Sue) — супруги переехали жить в Миннеаполис.

## Дискография
- God Bless Tiny Tim (Reprise Records, 1968)
- With Love And Kisses From Tiny Tim: Concert In Fairyland (Bouquet SLP 711) recorded 1962. «Unauthorized» recording.
- Tiny Tim’s 2nd Album (Reprise Records, 1968)
- The Beatles' 1968 Christmas Record (Lyntone, LYN 1743/4, 1968)
- For All My Little Friends (Reprise Records, 1969)- This album was nominated for a Grammy Award.
- Tip Toe To The Gas Pumps / The Hickey (On Your Neck) (Clouds Records, 1979)- 45 rpm single; a-side refers to long gas lines during OPEC oil crisis.
- Wonderful World Of Romance (Street Of Dreams YPRX 1724) 1980) Recorded at EMI Australia, only 200 pressed, no cover printed.
- Chameleon (Street of Dreams YPRX 1848, 1980)- Only 1000 copies pressed.
- Tiny Tim: The Eternal Troubadour (Playback PBL 123441, 1986)
- Tip-Toe Thru The Tulips/ Resurrection (Bear Family BCD 15409, 1987)
- Leave Me Satisfied (NLT 1993) 1989 (unreleased country album)
- The Heart Album (Ca-Song CA 1369), 1991 — (Tiny Tim has six songs on this album)
- Tiny Tim Rock (Regular Records, 1993)
- I Love Me (Yucca Tree Records, 1993)
- Songs of an Impotent Troubadour (Durtro, 1994)
- Tiny Tim’s Christmas Album 1994 (Rounder Records, 1994)
- Live in Chicago with the New Duncan Imperials (1995, Pravda Records)
- Prisoner of Love: A Tribute to Russ Columbo (Vinyl Retentive Productions, 1995)
- Girl (with Brave Combo) (Rounder Records, 1996)
- Tiny Tim Unplugged (Tomanna 51295, 1996) — Recorded live in Birmingham, Alabama
- The Eternal Troubadour: Tiny Tim Live in London (Durtro, 1997, recorded in 1995)
- Tiny Tim Live at the Royal Albert Hall (Rhino Handmade, 2000, recorded in 1968)
- Chameleon (Zero Communications TTCH 12061, 2006, CD release)
- Wonderful World Of Romance (Zero Communications, TTWW 12062, 2006, recorded in 1979)
- Stardust (Zero Communications, TTST 12063, 2006)
- I’ve Never Seen a Straight Banana — Rare Moments Vol. 1
- Tiny Tim: Lost & Found (Rare & Unreleased 1963—1974)

## Фильмография
- Masters of the Gridiron / The Lord of the League / (1985 год)
- Любовь по-американски (сериал) / Mr. Foss (эпизод «Love and the Vampire») / (1969—1974 год)
- Железная сторона (сериал) / Art House Performer / (1967—1975 год)
- Normal Love (фильм) / (1963 год)
- Шоу Рэда Скелтона (сериал) / (1951—1971)
- Части тела (1997) (камео)
- Message to Love: The Isle of Wight Festival (1997) (камео)
- E! Правдивая голливудская история (сериал, 1996 — …) (камео)
- Новости Нью-Йорка (сериал, 1995) (камео)
- Говард Стерн (сериал, 1994—2005) (камео)
- WWF Monday Night RAW (сериал, 1993—1997) (камео)
- Вики! (сериал, 1992—1994) (камео)
- Розанна (сериал, 1988—1997) (камео)
- Американские мастера (сериал, 1985 — …) (камео)
- One Trick Pony (1980) (камео)
- Хохмы Роуэна и Мартина (сериал, 1967—1973) (камео)
- Вечернее шоу Джонни Карсона (сериал, 1962—1992) (камео)
- Городской тост (сериал, 1948—1971) (камео)
- «Blood harvest» 1987 — Mervo